# ابن الذهبي (طبيب)
ابن الذهبي عبد الله بن محمد الأزدي هو عالم مشارك في الطب والفقه والكيمياء، كان الطبيب العربي الشهير للكتابة الأبجدية الأولى المعروفة لموسوعة الطب. ويعرف بابن الذهبي (أبو محمد)، وينتسب إلى قبائل الأزد العربية. اتصل بخدمة محمد خان وأكرمه لطبه وصلاحه وزهده. كان ماهرًا في معرفة العشب غاية المعرفة ولم يؤت إليه بشئ منها إلا وقد عرف اسمه ورسمه ومنافعه.

## السيرة الذاتية
ولد في صحار بعُمان عام 1033 ميلاديًا. وانتقل بعد ذلك إلى البصرة، ثم إلى بلاد فارس حيث درس تحت العالمين الكبيرين البيروني وابن سينا. وهاجر إلى القدس، وأخيرًا استقر في بلنسية بالأندلس وتوفي فيها سنة 456 هجريًا.

## أعماله
ومن كتابه الشهير بكتاب الماء، وهو موسوعة طبية. أدرج فيها أسماء الأمراض، والطب والفسيولوجية والجراحة والعلاج. وتعتبر أول قاموس في الطب. في هذه الموسوعة، ابن الذهبي لم يعط الأسماء فقط ولكنه أضاف العديد من الأفكار المبتكرة عن وظيفة كل من الأعضاء البشرية. ويبين الطريقة التي تتم بها الرؤية. كما تطرق بالطبع إلى علاج الأعراض النفسية. الفكرة الرئيسية للعلاج عنده هو أنه يبدأ من التحكم في التغذية فاذا استمر المرض يلجأ لاستخدام الأدوية فإن لم يشف المريض يذهب لمرحلة العلاج بالأدوية البسيطة ثم ينتقل بعدها للمركبات الطبية. وفي النهاية يتم اللجوء للجراحة.